# Jüri Pihl
Jüri Pihl (Kuressaare, 17 de marzo de 1954-3 de febrero de 2019) fue un político estonio y presidente del Partido Socialdemócrata de Estonia durante casi diez años: de marzo de 2009 hasta su muerte en febrero de 2019.

## Biografía
Entre 1975 y 1986 fue inspector del interior de la República Socialista Soviética de Estonia. Hasta 1990, estuvo a cargo de la División de Vigilancia Criminal tanto en Võru como en Tallin. En 1990 se convirtió en el jefe de la división de vigilancia criminal de Tallin.
Desde 1993 hasta 2003 trabajó como director de Kaitsepolitsei, el centro de seguridad institucional de Estonia. En 2003 fue nombrado fiscal general de Estonia, y dos años después se convirtió en el secretario general del Ministerio de Justicia. 
Desde el 5 de abril de 2007 hasta el 21 de mayo de 2009, fue ministro de Interior en el segundo gabinete de Andrus Ansip. Fue despedido de su puesto cuando el Partido Socialdemócrata salió de la coalición gubernamental.También fue presidente del Partido Social Demócrata (SDE) entre 2009 y 2010, a la vez que ocupaba el cargo de teniente de alcalde de Tallin durante el mismo período. En 2010 abandonó la política.